# Ogyris iphis
Ogyris iphis är en fjärilsart som beskrevs av Waterhouse och Charles Lyell 1914. Ogyris iphis ingår i släktet Ogyris och familjen juvelvingar. Inga underarter finns listade i Catalogue of Life.

## Bildgalleri

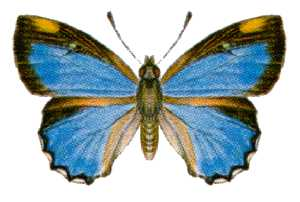